# Raszkowice (województwo świętokrzyskie)
Raszkowice w roku 1374 merica Raskowice  dziś wieś nie istnieje,  leżała na północny zachód od  Wólki Milanowskiej, na północ od klasztoru.
Była to dąbrowa lub  osada w powiecie sandomierskim własność klasztoru świętokrzyskiego w sołectwie Rataje.
W roku  29 kwietnia 1374 Albert opat świętokrzyski przyłącza do sołectwa i wsi Rataje Stare (obecnie Wólka Milanowska) dwie dąbrowy (mericae), Zerzęcin z lasem i łąkami oraz w jej granicach Raszkowice, rozciągające się od  Świętego Krzyża (Sanctam Crucem) do ścieżki wsi Lechowiec {obecnie Lechówek), a stąd do Bussecza.
Raszkowice, Bussecz, Zarzęcin i Rataje zatraciły swoje nazwy zostały wchłonięte poprzez inne rozwijające się osady lub też zniszczone w drugiej połowie XIV wieku podczas najazdu Mongołów a następnie Litwinów.